# Неплій Дмитро Ілліч
Дмитро Ілліч Неплій  (12 (24) травня 1891, село Біляївка Одеського повіту Херсонської губернії - 25 квітня 1938 , Одеса) — підполковник Армії УНР.

## Біографія
Останнє звання у російській імператорській армії — штабс-капітан.
У 1920–1922 рр. — старшина 3-го збірного Чорноморського куреня 2-ї Волинської дивізії Армії УНР. 
Був увязнений 11 лютого 1938 р., звинувачений у антирадянській діяльності та шпигунстві на користь Польської республіки. Засуджений на засіданні трійки при УНКВС по Одеській області від 7 квітня 1938 р. до вищої міри покарання. Розстріляний 25 квітня 1938 р. о 24 годині.